# カルトーラ
カルトーラ（Bp：Cartola、本名：Angenor de Oliveira - アンジェノール・ヂ・オリヴェイラ、1908年10月11日 - 1980年11月30日）は、ブラジル・リオデジャネイロにおけるサンバの作曲家、歌手。ブラジル音楽やサンバを語る上で外せない“最重要人物”の1人。

## 人物・プロフィール
カルトーラは、ブラジル音楽の歴史において燦然と輝く、まさにその名の通りCartola（重要人物）である。
また、カルトーラはアペリード・愛称であるが、これは左官として働いたときに、上からセメントが落ちてきて髪の毛につくと取れなくなるのが嫌で、いつもCartola（山高帽）を被っていたことから呼ばれるようになった。また彼は、自分の本名をAgenor（アジェノール）だと思い込んでいたが、結婚することになって出生証明を取得した際にAngenor（アンジェノール）だと初めて知ったというエピソードも残っている。
彼はエスコーラ・ジ・サンバ、Mangueira（マンゲイラ）の創立者の1人で、マンゲイラと命名し、またチームカラーのVerde e Rosa（緑とバラ＝ピンク）を考えたことで知られる。
“As Rosas não Falam”（沈黙のバラ）や“O sol Nascerá”（日は昇る）などは、ベッチ・カルヴァーリョやアルシオーネ、パウリーニョ・ダ・ヴィオラ、シコ・ブアルキ、レニー・アンドラージ、カズーザ、マリーザ・モンチなど、数えきれないほど多くの歌手やミュージシャンによって歌われた。

### 経歴・生涯
彼は、カテテ地区フェレイラ・ヴィアナ74番地において、父：Sebastião Joaquim de Oliveira（セバスチアゥン・ジョアキン）、母：Aída Gomes de Oliveira（アイダ・ゴメス）の7人兄弟の4番目として生まれた。幼少時から音楽に接して育ち、地域のコルダゥン（チーム）に出入りしてパレードに参加していた。しかし11歳の頃に彼の家計を支えていた祖父が亡くなると、マンゲイラの丘であるキンタ・ダ・ボア・ヴィスタ付近へ移り住んだ。しかし15歳で母親と死別。17歳の時に彼は父親から自活するように言い渡され、家を追い出された。当初、彼は印刷屋に就職したが歌が歌えず口笛も吹けないので辞職し左官として建設現場で働くようになった。前述の通り、彼の愛称名はこの時につけられたものである。
彼が住んでいた地域では、Bloco dos Arengueiros（ブロコ・ドス・アレングェイロス、現在のマンゲイラの前身）が発足。Mestre Candinho（メストリ・カンヂーニョ）が近所の荒くれた若者をまとめていたが、カルトーラもこのブロコに参加し、Chico Porrão（シコ・ポハォン）や、曲作りの盟友であるCarlos Cachaça（カルロス・カシャーサ）たちと共にカンヂーニョを支援していた。翌1928年にブロコはエスコーラへと発展しマンゲイラを結成した。前述の通り、カルトーラは“Mangueira”と命名し、チームーカラーを緑とバラと定め、また彼自身もその音楽面でのリーダーとしてカルロス・カシャーサと一緒に曲を作った。
彼が有名になったのは1929年頃である。この時、カルナヴァルのサンバコンテストでマンゲイラが優勝した。このことで彼は一躍有名になった。また当時の大スターであった歌手、Mário Reis（マリオ・ヘイス）がカルトーラの噂を聞き訪ねてきて、彼の自作曲“Que Infeliz Sorte”を300ミウ・ヘイスで買った。マリオはFrancisco Alves（フランシスコ - 略称：シコ・アルヴィス）とデュエットでこの曲を歌い彼の名前が世に出ることになった。カルトーラはこれに気を良くして、シコ・アルヴィスと同様の契約して“Divina Dama”や“Tenho Um Novo Amor”など多くの自作曲を売った。当時はカルトーラに限らず多くの黒人サンビスタは生活の為に自作した曲を売っていた。
しかし、他の作曲家のサンバは単純で誰でもが覚えやすいものが多い中、彼の曲は独特だったためか、音楽関係者の間では有名になったが、大衆に広く知られるまでには至らなかった。
また、シコと契約したといっても他の黒人の作曲家と同様、いつも金が入ってくるわけではない。そこでNoel Rosa（ノエル・ホーザ）と一緒に、シコに前借りを願い出たりしたが、シコがケチだったので1曲と交換に何らかとしての金を支払うことになった。そこで彼らは近くの居酒屋で“Qual foi o mal que te fiz?”（何か悪いことをしたか? - 1932年）を作ったという。これは当時のカリオカのミュージシャンにおける噂話として伝えられる話である。また、ノエル・ホーザは親友としてカルトーラの曲がコンテストに入選しなかったことを知ると猛烈に抗議したという話もある。
1940年、USAコロムビア・レコードの企画で、レオポルド・ストコフスキー率いるアメリカ青年交響楽団がブラジルで録音する際、ヴィラ・ロボスがカルトーラを紹介した。彼はカシャーサと“Quem me ve Sorrindo”（笑って見ているのは誰?）を演奏、録音した。しかしこれらは常にある仕事ではないため、結局は左官を続けることに変わりなかった。そして、これ以降10年以上、彼は目立った活動がなくなってしまう。
特に1949年、カシャーサとの共作曲が複雑でみんなが歌えないという理由から、ヂレトール（音楽監督）と対立しマンゲイラを離れることになった。当時マンゲイラはじめ多くのエスコーラが肥大化し、この頃から多くのエスコーラのコミュニティーが賭博の元締めによって仕切られるようになるなどの背景にあるとされる。ちなみにカンデイアなどもエスコーラの内紛からポルテーラを離れている。またカルトーラの場合は、当時一緒に暮らしていたデオリンダという女性が亡くなったことも精神的にショックだったという。
また、彼は髄膜炎にかかり、3日間もの間寝たきりで、当時同棲していた女性が彼をニロポリスに運び、そこで回復するまでに1年以上もかかり、杖をついて歩くほどになったこともあったという。足下がふらつき時たまにめまいも起こしていたので、左官の仕事もできなくなり、イパネマで夜警や洗車の仕事をするようになっていた。しかしこの間も作曲は続けていた。ジャーナリストのセルジオ・ポルトは偶然会った彼にこれらの話を聞くと、ラジオに出演させるかわりに、洗車の仕事を辞めて作曲を続けるよう勧め、彼もその助言を受け入れた。
彼は1952年にはマンゲイラの丘へ戻り、次第に体調も回復して官庁に勤めることで定職を得た。そしてDona Zica（ドナ・ジカ、本名:エウゼビア・シゥヴァ・ド・ナシメント）と知り合う。彼は“Arrepiados”、ジカは“Bloco do Seu Júlio”というブロコにそれぞれ参加し、同じ道をパレードしていたことが縁で、一緒に暮らすようになる。なお2人は知り合ってから12年後の1964年に結婚。
そしてまた転機が訪れる。1959年に映画・黒いオルフェの撮影の際、カルトーラとジカは雑用で雇われたが、たまたま映画の1シーンに出演することになった。映画は世界的に大ヒット。いわゆる“リオのカーニバル”が知れ渡ったことで観光局がバックアップした。
これにより彼とジカの家では毎週金曜日にサンバを演奏するようになり、Zé Keti（ゼー･ケチ）やNelson Sargento（ネルソン・サルジェント）、ネルソン・カヴァキーニョなど、多くのサンビスタが演奏するために集まった。
またジカの作る料理が評判を呼び、周囲の助言から1963年に、ZiCartola（ジカルトーラ）という店を開いた。店自体は1965年に閉店してしまうが、サンビスタに限らず、ジャーナリストや知識人、そして国民的大歌手のエリゼッチ・カルドーゾ、またトム・ジョビンやナラ・レオン、カルロス・リラなどのボサノヴァのアーチストなども出入りし、時には即興で出演することも多かった。
特に、Elton Medeiros（エルトン・メディロス）とPaulinho da Viola（パウリーニョ・ダ・ヴィオラ）はジカルトーラで知り合い、以後コンビで数多くのサンバを生み出したことで知られる。
またボサノヴァのアーチストとして知られるナラ・レオンは、すでにこの当時にボサノヴァと決別し、彼女のファーストアルバムにおいてカルトーラの"O sol Nascerá"（日は昇る）を録音し、これがヒットした。この時に得た金で長年大きく腫れていた鼻の手術を行ったというエピソードが残っている。
しかし、景気に左右されジカルトーラが閉店。ベント・ヒベイロ地区にあったカルトーラの父親の家で暮らすようになる。カルトーラには自分の子どもはいなかったが、最初の妻の連れ子・フチ、ジカの連れ子・ヘジーナとその2人の子、ジカの養子・ホナウド、また友人アマデウの娘・クレウーザなどを抱えて養っていたためにいつも生活に苦慮していた。
そんな中さらに転機が訪れる。1970年に“カルトーラは招く”というショーを開催し、リオやサンパウロで学生の支持を得た後、1974年にマルクス・ペレイラのプロデュースでカルトーラが65歳にして初のアルバム“Cartola”を録音、サンパウロでは再びジカルトーラを開店した。また1976年には続編となる2枚目のアルバム“Cartola”を録音、翌1977年には3枚目“Verde Que Te Quero Rosa”、そして1978年には、70歳を迎えたカルトーラのアルバム“Cartola 70 Anos”を発売。リオで70歳を祝うミサが開かれ、ギリェルミ・ジ・ブリートなどの友人や多くのファンが集まって“沈黙のバラ”を大合唱したという。
しかし、1980年11月30日、癌のためリオの病院で死去。翌日の新聞には彼の死を追悼する記事を載せた。彼は毀誉褒貶の激しい人生であったが、いわゆる大器晩成で、最後の数年に4枚のLPを録音しブラジル音楽を語る上で外すことのできないと評される不朽の名作を残した。

## ディスコグラフィー

### スタジオ録音
- 1974年　Cartola
- 1976年　Cartola
- 1977年　Verde Que Te Quero Rosa
- 1978年　Cartola 70 Anos

### ショー・ライブ
- 1982年　Cartola ao Vivo

### 日本盤
- 人生は風車〜沈黙のバラ（74･76年盤の完全収録 1989年 テイクオフ　TKF-3801 廃盤）
- 愛するマンゲイラ〜詩人の涙（77・78年の完全収録 1990年 テイクオフ TKF-3803 廃盤）
- カルトーラ・ライブ（82年と同内容 RUI MIFUNE / ディスク・ユニオン REMMI-1774 完全限定盤）
- Verde Que Te Quero Rosa: 愛するマンゲイラ（BMG 2001年 BVCM37260）
- Verde Que Te Quero Rosa: 愛するマンゲイラ（BMG 2008年 BVCM35324）
- 70 Anos（BMG 2008年 BVCM35325）